# هفته‌نامه شونن کودانشا
هفته‌نامه‌ شونن (به ژاپنی: 週刊少年マガジン) یک مجله مانگا شونن است که توسط کودانشا در ژاپن منتشر می شود. این مجله در ۱۷ مارس ۱۹۵۹ تأسیس شد و هر چهارشنبه منتشر می شود . اگرچه کل فروش در حال حاضر از رقیب خود هفته نامه شونن جامپ شوئیشا عقب است ، اما هنوز بسیاری از نویسنده های مانگای  مشهور در حال کار در این مجله هستند. در واقع ، در دهه ۱۹۷۰ ، رسید کل فروش این مجله بیشتر از هفته‌نامه شونن جامپ بود.

## آثار
- هفت گناه کبیره
- فوكا

- آهوـگِرل
- هاجیمه نو ایپّو
- سایونارا زتسوبو سِنسِی
- فیری تیل
- حماسه وینلند
- توکیو ریونجرز
- به تو ای ابدی

- گیگیگی نو کینتارو
- كامن رايدر
- معلم بزرگ اُنیزوکا
- جت باكرز
- لاو هينا
- اسکول رامبل
- اینویوشا
- رانما ۱/۲
- تایگر ماسک
- جک وحشی
- شوت
- دِویل من
- بلو لاک
- کیو سامورایی